# Assedio di Cetatea Neamțului
Nell'estate del 1476, dopo la vittoria riportata dalle sue armate nella Battaglia di Valea Albă, il sultano Maometto II costrinse il voivoda (principe) di Moldavia Ștefan III cel Mare a rifugiarsi presso la fortezza di Cetatea Neamțului, . L'assedio di Cetatea Neamțului si concluse con la vittoria dei difensori moldavi quando i turchi furono costretti a desistere dal diffondersi di un'epidemia nel loro campo.